# Norid
Norid AS, tidigare Uninett Norid, är ett norskt statligt bolag som driver toppnivådomänen .no samt underhåller den centrala databasen för alla norska domännamn. Alla domäner under .no måste vara registrerade hos Norid. Norid administrerar även de vilande domänerna .sj för Svalbard och Jan Mayen och .bv för Bouvetön.
Norid bildades av Uninett-koncernen och var en del av denna i 25 år. År 2021 flyttades bolaget till att ligga direkt under Kommunal- och moderniseringsdepartementet.